# Dick Duckworth
Richard Hargreaves "Dick" Duckworth (n. 14 septembrie 1882, Manchester – data decesului necunoscută) a fost un jucător de fotbal englez. A evoluat întreaga sa carieră la clubul Manchester United FC (în perioada 1903–1915). 

## Palmares

### Club
Manchester United
- First Division (2): 1907–08, 1910–11
- FA Cup (1): 1908–09